# Adelina Ismajli
 (septembre 2012).
Si vous disposez d'ouvrages ou d'articles de référence ou si vous connaissez des sites web de qualité traitant du thème abordé ici, merci de compléter l'article en donnant les références utiles à sa vérifiabilité et en les liant à la section « Notes et références ».
Adelina Ismajli (parfois orthographié Ismaili) est une chanteuse kosovare, née le 14 décembre 1979 à Pristina, au Kosovo.

## Biographie

### Début de carrière
À 5 ans, Adelina Ismaili débute à l'école de piano Prenk Jakova. À six ans, son professeur de piano hongrois, Ildiko Junik, lui recommande d'intégrer le chœur des enfants de Radio Prishtina où Adelina est acceptée par la commission qui lui confie l'interprétation d'une chanson (Nous sommes à la beauté de la Patrie) au festival Akoredet e Kosovës (Les Accords de Kosove). Adelina Ismaili est récompensée par la première place accordée par le jury professionnel et obtient le premier prix du public.
En 1987, elle remporte à nouveau le festival « Les accords du Kosovo » et également le festival Children’s Festival of Sarajevo qui rassemble les jeunes chanteurs de toute l’Ex-Yougoslavie et sort son premier album. Parallèlement, elle présente quatre fois par semaine une émission télévisée pour enfants Accords des Enfants sur la chaîne RTP.
En 1988, elle gagne pour la troisième fois le festival Les accords du Kosovo. Elle remporte également les festivals Les enfants chantent des Hits, Festival des Enfants et Quand les enfants fêtent et sort son second album Tchunga Loungua.

### Guerres de Yougoslavie et du Kosovo
En 1989, malgré le début des guerres de Yougoslavie et la suppression des festivals, Adelina continue sa carrière et sort son troisième album, Mon Pays, fait son premier vidéo-clip et devient le sujet d'un documentaire télévisé. En 1991, elle décroche le prix du Meilleur Espoir en Albanie au Festival de la télévision nationale albanaise. En 1992, sort son quatrième album dont les vidéo-clips sont réalisés par Isa Qosja.
En 1994, invitée par l’association humanitaire américaine Peace Child, elle représente le Kosovo parmi d’autres enfants et part en tournée à travers les Balkans pour une série de concerts où elle remporte le premier prix en finale en Tchécoslovaquie. L'année suivante, elle sort son cinquième album et entame une tournée européenne où elle se produit pour la diaspora albanaise.
En 1996, dans son album Je formerai mon armée, elle dénonce la situation politico-sociale de son pays, la discrimination de la femme, l’émigration albanaise. En 1997, elle est élue Miss Kosovo et représente l’Albanie au concours de beauté Miss Globe International en Turquie. Lors de sa présentation, elle déclare représenter la République du Kosovo en Albanie, ce qui provoque un scandale en Yougoslavie qui obtient sa disqualification auprès des organisateurs. Au festival de la TVSH en Albanie, elle se produit dans une robe transparente et choque une partie de la population.[réf. nécessaire] Sollicitée, pour sa chanson Je formerai mon armée avec Rugova, elle devient porte-parole de la Ligue démocratique du Kosovo qui combat pacifiquement le régime de Slobodan Milošević. Sollicitée pour soutenir le mouvement démocratique en Albanie, elle participe aux meetings électoraux de Sali Berisha qui devient Premier Ministre.
En 1998, au début de la guerre du Kosovo, Adelina répond présente à l’initiative de la Présidence du Kosovo pour la réalisation d’un titre appelant à la paix Call for peace retransmis sur plusieurs chaînes de télévision européennes. Réfugiée en Macédoine, elle enregistre l’album Nuk Jam Sex Bombe. En 1999, elle est invitée par l’organisation Open Heart pour un concert à Tirana avec DJ Bobo, suivi par 50 000 personnes sur la Place Skanderbeg de Tirana. En 2002, sort l’album Prej Fillimit qui se vend à plus de 150 000 exemplaires.

### Années 2000
En 2003 sort l’album Live en duo avec Sabri Fejzullahu. Cet album est vendu à plus de 100 000 exemplaires. En 2004, elle est présidente de jury lors de l’élection de Miss Kosovo et elle enregistre ASSEZ en duo avec MC BK dans le cadre d’une campagne contre la violence entreprise par l’ambassade de la Finlande et l’ambassade américaine au Kosovo. En 2005, elle sort l’album Mbretëreshë e Robëreshë et est l'invitée spéciale sur scène de Ibrahim Tatlises lors de son concert à Pristina. Elle effectue sa première tournée américaine pour le public albanais.
En 2006, est organisé un concert jubilé à Pristina pour ses 20 ans de carrière. Elle met toutefois en pause sa carrière à la suite de la mort de sa grand-mère, du président Ibrahim Rugova et de l'assassinat de son garde du corps. Après un deuil de deux ans, Adelina revient sur scène pour un concert consacré à Rugova et sort l’album Feniks . En 2009, elle part en tournée européenne et américaine. L'année suivante sort le single Urdher i ri Illyric. En 2011, elle enregistre I love you More à Paris en duo avec Faudel et commence un nouvel album avec l'aide de Frédéric Château. En 2012 sort son single Ku ma ke.

## Discographie
- 1996: 100 % Zeshkane
- 2000 "Ushrtin time do ta bej"
- 2001: S'jam Sex Bombë
- 2002: Prej Fillimit
- 2005: Mbretëreshë E Robëreshë
- 2007: Feniks